# Río Bouyaha
Río Bouyaha (en francés: Rivière Bouyaha; también escrito Bouyara) es un río  que fluye en los departamentos de Nord (Departamento Norte) y de Artibonite (Artibonito) en el país caribeño de Haití.
Este río nace en el Macizo del Norte (massif du Nord) cerca del pueblo de Marmelade. Recibe aguas del río Vaseuse en las cercanías de la ciudad de Dondon. 
Después de un tortuoso camino a través de las montañas, el río Bouyaha se une al río Canot y forman el río Guayamouc aguas arriba de la ciudad de Hinche.  El río seguirá su curso hasta su confluencia con el río Artibonite.